# Oiva Toikka
Oiva Kalervo Toikka, född 29 maj 1931 i Viborgs landskommun, död 22 april 2019 i Helsingfors, var en finländsk glaskonstnär och keramiker.

## Biografi
Toikka utbildade sig vid avdelningen för keramik vid Konstindustriella högskolan i Helsingfors 1953–1956. I början av sin karriär, från 1956 till 1959, var han verksam vid Arabias konstavdelning. Han är dock mest känd för sitt arbete med glas vid Notsjö glasbruk där han 1963 blev chef för produktutvecklingen. Där formgav han både bruksserviser och dekorativa föremål, bland vilka särskilt märks hans glasfåglar. En av hans mer kända glasserviser är Kastehelmi från 1964.

## Priser och utmärkelser
- 1970 – Lunningpriset
- 1980 – Pro Finlandia-medaljen[11]
- 1992 – Kaj Franck-priset[12]
- 2000 – Finlandspriset[13]
- 2001 – Prins Eugen-medaljen[14]
- 2003 – hedersmedlem i Aalto-universitetets högskola för konst, design och arkitektur[15]

## Källor

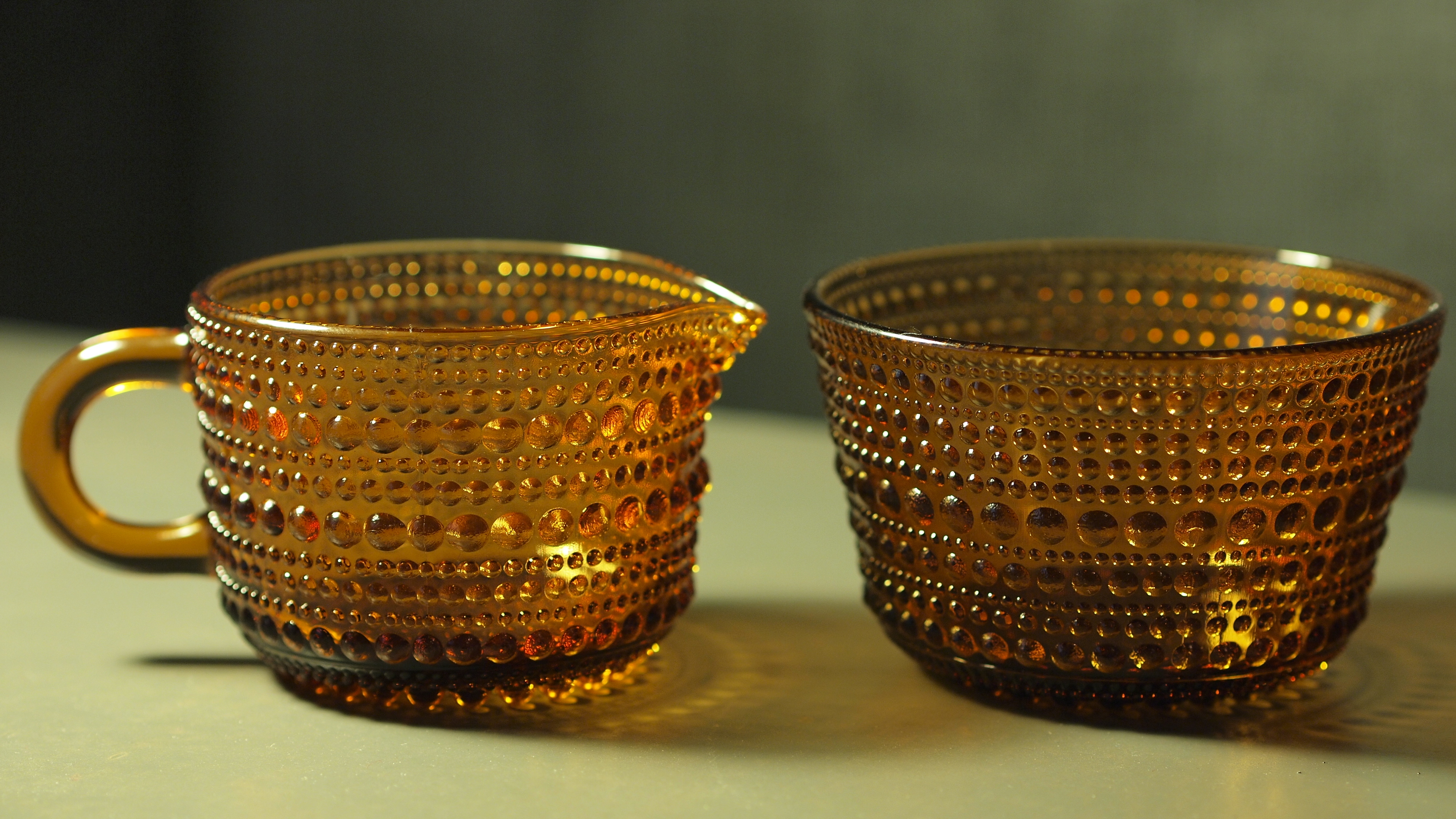
Gräddkanna och sockerskål ur Toikkas Kastehelmi-serie.